# Rio Sararé
Rio Sararé är ett vattendrag i Brasilien.   Det ligger i delstaten Mato Grosso, i den centrala delen av landet, 1 300 km väster om huvudstaden Brasília.
I omgivningarna runt Rio Sararé växer i huvudsak städsegrön lövskog. Trakten runt Rio Sararé är nära nog obefolkad, med mindre än två invånare per kvadratkilometer.